# Fútbol en los Juegos del Sudeste Asiático
El fútbol es una de las disciplinas en la que se disputan medallas en los Juegos del Sudeste Asiático.

## Torneo masculino
| Año                                      | Sede                       | · Campeón              | Final Resultado       | · Subcampeón    | · Tercer lugar                | Resultado             | Cuarto lugar |
| ---------------------------------------- | -------------------------- | ---------------------- | --------------------- | --------------- | ----------------------------- | --------------------- | ------------ |
| Juegos Peninsulares del Sudeste Asiático |                            |                        |                       |                 |                               |                       |              |
| 1959                                     | Bangkok                    | Vietnam del Sur        | 3–1                   | Tailandia       | Malasia                       | liga                  | Birmania     |
| 1961                                     | Rangún                     | Malasia                | 2–0                   | Birmania        | y Tailandia y Vietnam del Sur | 1–1 1                 |              |
| 1965                                     | Kuala Lumpur               | y Tailandia y Birmania | 2–2 1                 |                 | Vietnam del Sur               | 2–0                   | Malasia      |
| 1967                                     | Bangkok                    | Birmania               | 2–1                   | Vietnam del Sur | Tailandia                     | 5–2                   | Laos         |
| 1969                                     | Rangún                     | Birmania               | 3–0                   | Tailandia       | y Laos y Malasia              | 1                     |              |
| 1971                                     | Kuala Lumpur               | Birmania               | 2–1                   | Malasia         | y Tailandia y Vietnam del Sur | 0–0 1                 |              |
| 1973                                     | Singapur                   | Birmania               | 3–2                   | Vietnam del Sur | Malasia                       | 3–0                   | Singapur     |
| 1975                                     | Bangkok                    | Tailandia              | 3–1                   | Malasia         | y Singapur y Birmania         | 2–2 (e.t.) 1          |              |
| Juegos del Sudeste Asiático              |                            |                        |                       |                 |                               |                       |              |
| 1977                                     | Kuala Lumpur               | Malasia                | 2–0                   | Tailandia       | Birmania                      | 4                     | Indonesia    |
| 1979                                     | Yakarta                    | Malasia                | 1–0                   | Indonesia       | Tailandia                     | liga                  | Singapur     |
| 1981                                     | Manila                     | Tailandia              | 2–1                   | Malasia         | Indonesia                     | 2–0                   | Singapur     |
| 1983                                     | Singapur                   | Tailandia              | 2–1                   | Singapur        | Malasia                       | 5–0                   | Brunéi       |
| 1985                                     | Bangkok                    | Tailandia              | 2–0                   | Singapur        | Malasia                       | 1–0                   | Indonesia    |
| 1987                                     | Yakarta                    | Indonesia              | 1–0 (e.t.)            | Malasia         | Tailandia                     | 4–0                   | Birmania     |
| 1989                                     | Kuala Lumpur               | Malasia                | 3–1                   | Singapur        | Indonesia                     | 1–1 (e.t.) 9–8 (pen.) | Tailandia    |
| 1991                                     | Manila                     | Indonesia              | 0–0 (e.t.) 4–3 (pen.) | Tailandia       | Singapur                      | 2–0                   | Filipinas    |
| 1993                                     | Singapur                   | Tailandia              | 4–3                   | Birmania        | Singapur                      | 3–1                   | Indonesia    |
| 1995                                     | Chiang Mai                 | Tailandia              | 4–0                   | Vietnam         | Singapur                      | 1–0                   | Birmania     |
| 1997                                     | Yakarta                    | Tailandia              | 1–1 (e.t.) 4–2 (pen.) | Indonesia       | Vietnam                       | 1–0                   | Singapur     |
| 1999                                     | Bandar Seri Begawan        | Tailandia              | 2–0                   | Vietnam         | Indonesia                     | 0–0 (e.t.) 4–2 (pen.) | Singapur     |
| 2001                                     | Kuala Lumpur               | Tailandia              | 1–0                   | Malasia         | Birmania                      | 1–0                   | Indonesia    |
| 2003                                     | Hanói / Ciudad Ho Chi Minh | Tailandia              | 2–1 (e.t.)            | Vietnam         | Malasia                       | 1–1 (e.t.) 4–2 (pen.) | Birmania     |
| 2005                                     | Bacólod                    | Tailandia              | 3–0                   | Vietnam         | Malasia                       | 1–0                   | Indonesia    |
| 2007                                     | Nakhon Ratchasima          | Tailandia              | 2–0                   | Birmania        | Singapur                      | 5–0                   | Vietnam      |
| 2009                                     | Vientián                   | Malasia                | 1–0                   | Vietnam         | Singapur                      | 3–1                   | Laos         |
| 2011                                     | Yakarta                    | Malasia                | 1–1 (e.t.) 4–3 (pen.) | Indonesia       | Birmania                      | 4–1                   | Vietnam      |
| 2013                                     | Naipyidó / Rangún          | Tailandia              | 1–0                   | Indonesia       | Singapur                      | 2–1                   | Malasia      |
| 2015                                     | Singapur                   | Tailandia              | 3–0                   | Birmania        | Vietnam                       | 5–0                   | Indonesia    |
| 2017                                     | Kuala Lumpur               | Tailandia              | 1–0                   | Malasia         | Indonesia                     | 3–1                   | Birmania     |
| 2019                                     | Manila, Biñan, Imus        | Vietnam                | 3–0                   | Indonesia       | Birmania                      | 2–2 5–4 (pen.)        | Camboya      |
| 2021                                     | Hanói, Nam Định, Việt Trì  | Vietnam                | 1–0                   | Tailandia       | Indonesia                     | 1–1 4–3 (pen.)        | Malasia      |

1: Título o posición compartida. 
* Torneo Sub-23 desde 2001 hasta 2015. Torneo Sub-22 a partir de 2017.

4 Indonesia no apareció en el momento señalado. Después de esperar 15 minutos, el árbitro suspendió el juego e informó al comité técnico que le otorgó el bronce a Birmania.

### Títulos país
| País                    | Oro | Plata | Bronce | Total |
| ----------------------- | --- | ----- | ------ | ----- |
| Tailandia               | 16  | 5     | 5      | 26    |
| Malasia                 | 6   | 6     | 7      | 19    |
| Birmania                | 5   | 4     | 5      | 14    |
| Vietnam del Sur Vietnam | 3   | 7     | 5      | 15    |
| Indonesia               | 2   | 5     | 5      | 12    |
| Singapur                | 0   | 3     | 7      | 10    |
| Laos                    | 0   | 0     | 1      | 1     |

## Torneo femenino
| Año                         | Sede                 | · Campeón | Final Resultado       | · Subcampeón | · Tercer lugar | Resultado | Cuarto lugar |
| --------------------------- | -------------------- | --------- | --------------------- | ------------ | -------------- | --------- | ------------ |
| Juegos del Sudeste Asiático |                      |           |                       |              |                |           |              |
| 1985                        | Bangkok              | Tailandia | liga                  | Singapur     | Filipinas      |           |              |
| 1995                        | Chiang Mai           | Tailandia | 1–0                   | Malasia      | Birmania       | liga      | Filipinas    |
| 1997                        | Yakarta              | Tailandia | 5–1                   | Birmania     | Vietnam        | 2–0       | Indonesia    |
| 2001                        | Kuala Lumpur         | Vietnam   | 4–0                   | Tailandia    | Birmania       | 3–0       | Indonesia    |
| 2003                        | Hai Phong / Nam Định | Vietnam   | 2–1                   | Birmania     | Tailandia      | 6–1       | Malasia      |
| 2005                        | Marikina             | Vietnam   | 1–0                   | Birmania     | Tailandia      | liga      | Filipinas    |
| 2007                        | Nakhon Ratchasima    | Tailandia | 2–0                   | Vietnam      | Birmania       | 5–0       | Laos         |
| 2009                        | Vientián             | Vietnam   | 0–0 (e.t.) 3–0 (pen.) | Tailandia    | Birmania       | liga      | Laos         |
| 2013                        | Mandalay             | Tailandia | 2–1                   | Vietnam      | Birmania       | 6–0       | Malasia      |
| 2017                        | Kuala Lumpur         | Vietnam   | liga                  | Tailandia    | Birmania       | liga      | Filipinas    |
| 2019                        | Manila, Biñan        | Vietnam   | 1–0 (e.t.)            | Tailandia    | Birmania       | 2–1       | Filipinas    |
| 2021                        | Quảng Ninh           | Vietnam   | 1–0                   | Tailandia    | Filipinas      | 2–1       | Birmania     |

### Títulos por país
| País      | Oro | Plata | Bronce | Total |
| --------- | --- | ----- | ------ | ----- |
| Vietnam   | 7   | 2     | 1      | 10    |
| Tailandia | 5   | 5     | 2      | 12    |
| Birmania  | 0   | 3     | 7      | 10    |
| Singapur  | 0   | 1     | 0      | 1     |
| Malasia   | 0   | 1     | 0      | 1     |
| Filipinas | 0   | 0     | 2      | 2     |